# خليج سوروغا
خليج سوروغا (باليابانية: (駿河湾) هو خليج يقع على ساحل جزيرة هونشو مع المحيط الهادئ، ويتبع إداريًا لمحافظة شيزوكا في اليابان. تحيط بها شبه جزيرة إزو من الشرق وجزيرة هونشو من الغرب، والخليج يخترق الجزيرتين إلى الشمال، بحيث يكون خط بداية الخليج ممتدًا بين مدينتي أومازاكي وإيروزاكي.

## الجغرافيا
يمتلئ خليج سوروغا بالتناقضات. فهو يمتد من جبل فوجي أعلى قمة في اليابان، بارتفاع 3,776 مترًا (12,388 قدمًا)، إلى حوض سوروغا بعمق 2,500 مترًا (8,200 قدمًا)، الواقع في منتصف الخليج، مما يجعله الأعمق في اليابان. كما تصب العديد من الأنهار، خاصة نهر فوجي الرئيس ونهر أوي ونهر آبي، في الجزء الغربي من الخليج، مما يجعل تلك المنطقة من الخليج قاعًا بحريًا غنيًا بالوديان تحت الماء وغيرها من المعالم الجغرافية، بينما أقصى شرق الخليج مسطحًا كثيرًا، لأنه يصب نهر كانو فقط في جيب يسمى "أوتشيورا وان" بالقرب من مدينة نامازو، حيث تتصل شبه جزيرة إيزو بهونشو، مما يعطي الماء شفافية أكبر، ويترك قاع البحر مسطحًا إلى حد كبير، باستثناء عدد من الجزر الصخرية الصغيرة، التي ترتبط بالبر الرئيس بواسطة ترسبات تومبلو. كما توجد التناقضات حتى على الساحل. حيثُ تمتاز الأقسام الغربية والوسطى من الساحل، من شيزوكا إلى نامازو تقريبًا، بشواطئ رملية مثل تلك الموجودة في شواطئ يويغاهاما وتاجونورا، في حين تتحول السواحل إلى صخرية تمامًا في الأجزاء الشرقية والشمالية الشرقية من نومازو أسفل الساحل الجنوبي الغربي لشبه جزيرة إيزو وحتى إيروزاكي.
يكون الخليج مفتوحًا من الجنوب على بحر الفلبين والمحيط الهادئ، ولكنه محميّ من الأمواج العاتية بواسطة شبه جزيرة إيزو. كل ذلك يجعل الخليج مناسبًا لصيد الأسماك والإبحار وركوب الأمواج والسباحة وإجراء الأبحاث على الكائنات البحرية العميقة. كما تشتهر هضبة سينومي الواقعة تحت سطح البحر في الطرف الجنوبي الغربي للخليج بأنها منطقة صيد ممتازة.
تشكل خليج سوروجا نتيجة الانغراز التكتوني لصفيحة الفلبين وصفيحة أوراسية في حوض سوروغا، مما يجعله مصدرًا لنشاط زلزالي كبير، وبسبب ذلك يكون الخليج عميقًا بشدة.

## الصيد
يفرض على الصيد في سوروغا العديد من القوانين الضابطة، نتيجةً للمخاطر البيئية الناتجة عن الصيد. ويسمح للصيادين المرخصين فقط من صيد جمبري ساكورا مرتين في السنة في الربيع والخريف. وتشتهر المطاعم المحيطة بالخليج بتقديم طبق جمبري ساكورا، والذي يتميز بمذاقه ولونه الأحمر الشفاف.